# Dekanat Ostrów Mazowiecka – Chrystusa Dobrego Pasterza
Dekanat Ostrów Mazowiecka – Chrystusa Dobrego Pasterza – jeden z 24 dekanatów w rzymskokatolickiej diecezji łomżyńskiej.

## Parafie
W skład dekanatu wchodzi 8 parafii:
- parafia Najświętszej Maryi Panny Wspomożycielki Wiernych w Białymbłocie-Kobylej
- parafia św. Andrzeja Apostoła w Broku
- parafia św. Rocha w Długosiodle
- parafia św. Maksymiliana Marii Kolbego w Kozikach
- parafia Chrystusa Dobrego Pasterza w Ostrowi Mazowieckiej
- parafia św. Apostołów Piotra i Pawła w Nowej Osuchowej
- parafia św. Barbary w Porębie-Kocębach
- parafia Narodzenia Najświętszej Maryi Panny w Wąsewie.

## Sąsiednie dekanaty
Łochów (diec. drohiczyńska), Ostrów Mazowiecka – Wniebowzięcia NMP, Różan, Rzekuń, Wyszków